# Забутий ворог
«Забутий ворог» (англ. The Forgotten Enemy) — науково-фантастичне оповідання британського письменника Артура Кларка, вперше опубліковане у 1949 році в журналі Нові світи. У 1956 році було включено до науково-фантастичної збірки Кларка «Дожити до завтра». Оповідання розповідає про лондонського професора, який після евакуації міста внаслідок наближення льодовикового періоду, залишився на самоті в покинутому місті.

## Сюжет
Сонячна система потрапила до поясу космічного пилу; клімат Великої Британії змінився з помірного на арктичний.
Професор Міллворд залишився зі своїми книгами, коли країну вже понад двадцять років до цього залишили її громадяни, а також втратив зв'язок з тими сміливцями, які спробували заселити джунглі та пустелі півдня, також через радіо, через кілька років. Зараз він ховається від холоду в будівлі лондонського університету. Протягом декількох місяців його переслідує жахливий сон про таємничий звук з півночі, який він назвав «марш з гір». Блукаючи протягом довгого часу по знайомим засніженим дорогам Лондона після того, як з них зникли останні бродячі собаки, він натрапляє на вовків, північних оленів та білих ведмедів. Це наштовхує його на роздуми, чи може «марш з гір» означати експедицію з Північної Америки через замерзлий Атлантичний океан, чи може це ознака спроб звільнити землю від льоду та снігу за допомогою атомних бомб. Коли професор пробирається якнайвище для щоденного огляду, в особливо ясний день, він, нарешті, виявляє справжнє походження «звуку з півночі», спостерігаючи блиск загрозливої маси льодовика, який невпинно просувається до нього.